# George Manners-Sutton (1723-1783)
Pour les articles homonymes, voir George Manners-Sutton.
George Manners-Sutton (8 mars 1723 - 7 janvier 1783, Kelham Hall), né George Manners, est un noble et un homme politique britannique, troisième fils de John Manners (3e duc de Rutland).

## Biographie

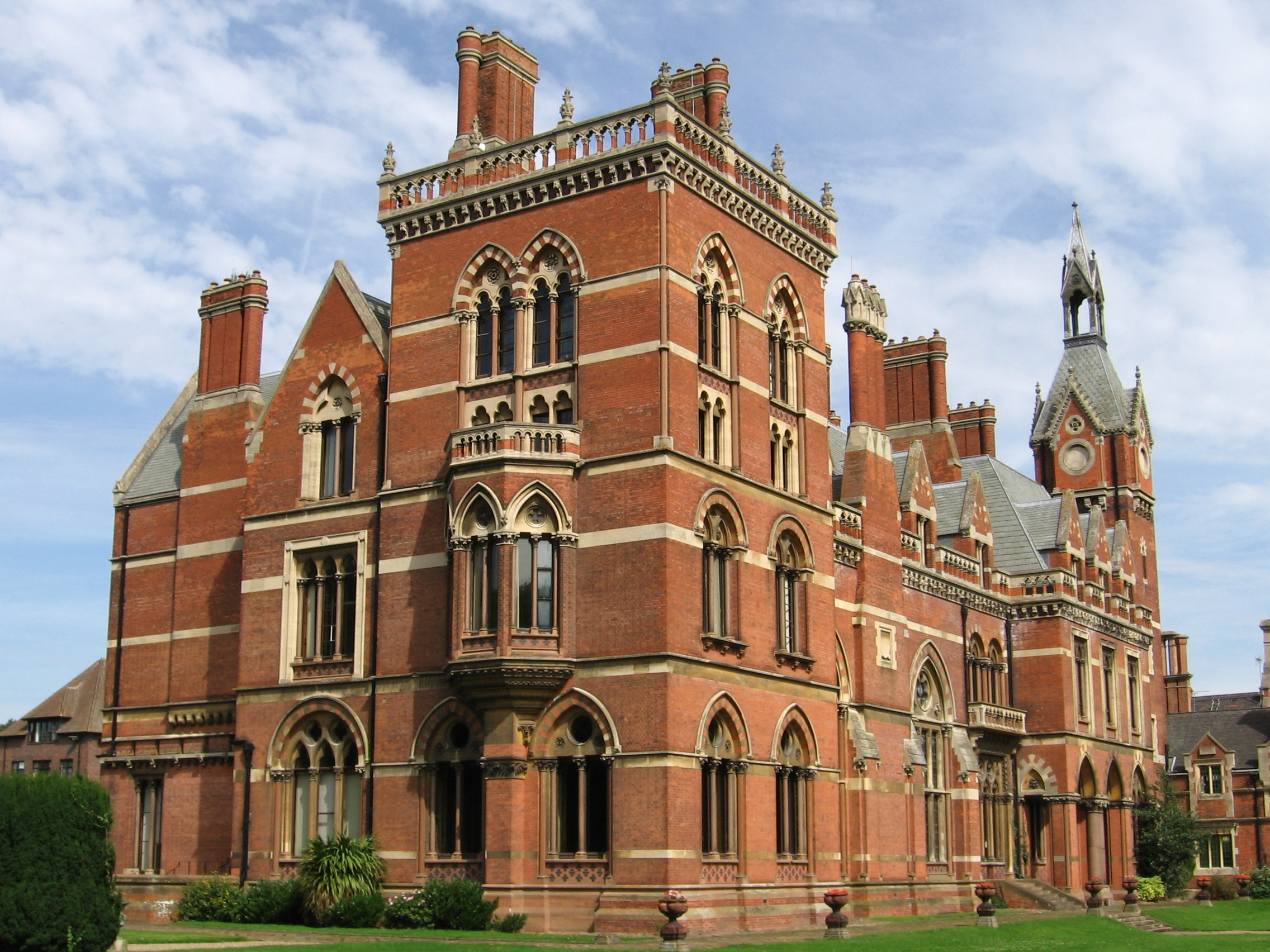
Kelham Hall

Le 5 décembre 1749, il épouse Diana Chaplin (décédée en 1767), fille unique de Thomas Chaplin, de Blankney, dans le Lincolnshire  dont il a neuf enfants:
- George Manners-Sutton
- John Manners-Sutton (1752-1826), épouse Anne Manners, fille naturelle de John Manners (marquis de Granby), son cousin germain
- Robert Manners-Sutton, (1754-1794), tué dans l'explosion du HMS Ardent
- Charles Manners-Sutton (1755-1828), archevêque de Cantorbéry
- Thomas Manners-Sutton (1er baron Manners) (1756-1842)
- Francis Manners-Sutton (décédé en 1781)
- Diana Manners-Sutton, mariée le 21 avril 1778 à Francis Dickins
- Louisa Bridget Manners-Sutton (décédée le 5 février 1800), mariée le 15 juin 1790 à Edward Lockwood-Perceval
- Charlotte Manners-Sutton (décédée en 1827), mariée le 16 juin 1789 à Thomas Lockwood

Il entre au Parlement en 1754, succédant à son frère aîné, le marquis de Granby, comme député de Grantham. En 1762, il adopte le nom additionnel de Sutton, en héritant des domaines de cette famille, y compris le siège de la famille de Kelham Hall, de son frère aîné, Lord Robert Manners-Sutton. Le changement de nom, cependant, est rendu possible par un Acte du Parlement de 1734 - plusieurs années plus tôt - lorsque son frère hérite de ces domaines .
Le 5 février 1768, il épouse Mary Peart, dont il a une fille:
- Mary Manners-Sutton (décédée le 20 novembre 1829), mariée en 1799, à Richard Lockwood

Il meurt à Kelham Hall en 1783 et son fils aîné, George, lui succède.